# Decembrie 2009
Acest articol este generat integral pe baza informațiilor din articolul 2009 și este actualizat periodic de un robot.
 Editările făcute în articol vor fi șterse la următoarea actualizare! Dacă doriți să faceți modificări, editați articolul-sursă.

ianuarie -
februarie -
martie -
aprilie -
mai -
iunie -
iulie -
august -
septembrie -
octombrie -
noiembrie -
decembrie
Decembrie 2009 a fost a douăsprezecea lună a anului și a început într-o zi de marți.

## Evenimente
- 6 decembrie: Alegeri prezidențiale în România. În scrutinul al 2-lea Traian Băsescu obține un scor de 50,34% din sufragii, contracandidatul său, Mircea Geoană, obținând doar 49,66%.
- 11 decembrie: Alegeri prezidențiale în Chile.
- 15 decembrie: Liviu Negoiță depune mandatul de prim-ministru primit de la Traian Băsescu pe 6 noiembrie.[1]
- 16 decembrie: Traian Băsescu este confirmat de Curtea Constituțională în funcția de Președinte al României pentru încă cinci ani.
- 17 decembrie: Președintele României Traian Băsescu îl desemnează pentru a forma un nou guvern pe Emil Boc.
- 21 decembrie: Traian Băsescu depune jurământul de învestitură în fața Parlamentului României.
- 23 decembrie: Guvernul Boc II este validat de Parlamentul României cu 276 voturi pentru și 135 împotrivă.[2]

## Decese
- 4 decembrie: Eddie Fatu (n. Edward Smith Fatu), 36 ani, wrestler american (n. 1973)
- 4 decembrie: Marin Mincu, 65 ani, poet, critic literar, istoric literar român (n. 1944)
- 4 decembrie: Veaceslav Tihonov, 81 ani, actor rus (n. 1928)
- 5 decembrie: Otto Graf Lambsdorff (n. Otto Friedrich Wilhelm Freiherr von der Wenge Graf Lambsdorff), 83 ani, politician german (n. 1926)
- 8 decembrie: Tavo Burat (n. Gustavo Buratti Zanchi), 77 ani, scriitor italian (n. 1932)
- 8 decembrie: Yosef Hayim Yerushalmi, 77 ani, istoric american (n. 1932)
- 9 decembrie: Gene Barry (n. Eugene Klass), 90 ani, actor american de etnie evreiască (n. 1919)
- 11 decembrie: Philippe de Weck, 90 ani, bancher elvețian (n. 1919)
- 11 decembrie: Rosalie Williams, 90 ani, actriță britanică (n. 1919)
- 12 decembrie: Val Avery, 85 ani, actor american de origine armeană (n. 1924)
- 13 decembrie: Paul Anthony Samuelson, 94 ani, economist american laureat al Premiului Nobel (1970), (n. 1915)
- 16 decembrie: Egor Gaidar, 53 ani, politician rus (n. 1956)
- 17 decembrie: Jennifer Jones (n. Phylis Lee Isley), 90 ani, actriță americană (n. 1919)
- 18 decembrie: Henri V. Kehiaian, 80 ani, chimist francez de etnie română, membru de onoare al Academiei Române (n. 1929)
- 18 decembrie: Vera Leșcenco (n. Vera Gheorghievna Belousova), 86 ani, cântăreață rusă (n. 1929)
- 20 decembrie: Brittany Murphy, 32 ani, cântăreață și actriță americană (n. 1977)
- 20 decembrie: Arnold Stang, 91 ani, actor de televiziune, film și actor de voce, american (n. 1918)
- 22 decembrie: Victorița Dumitrescu, 74 ani, sportivă română (handbal), (n. 1935)
- 23 decembrie: Lucas Abadamloora, 71 ani, episcop romano-catolic ghanez (n. 1938)
- 23 decembrie: Visi Ghencea (n. Zefir Berzovis Ghencea), 64 ani, om de cultură român și fondator al unor societăți culturale (n. 1945)
- 23 decembrie: Robert Lewis Howard, 70 ani, colonel american (n. 1939)
- 24 decembrie: Rafael Caldera (n. Rafael Antonio Caldera Rodríguez), 93 ani, președinte al Venezuelei (1969-1974 și 1994-1999), (n. 1916)
- 24 decembrie: Gero von Wilpert, 76 ani, istoric literar german (n. 1933)
- 25 decembrie: Ioan Silaghi Dumitrescu, 59 ani, chimist român (n. 1950)
- 25 decembrie: Knut Haugland, 92 ani, explorator norvegian (n. 1917)
- 26 decembrie: Yves Rocher, 79 ani, om de afaceri francez (n. 1930)
- 27 decembrie: Takashi Takabayashi, 78 ani, fotbalist japonez (atacant), (n. 1931)
- 28 decembrie: The Rev (n. James Owen Sullivan), 28 ani, muzician american (n. 1981)
- 29 decembrie: Steve Williams (wrestler), 49 ani, luptător profesionist american (n. 1960)
- 31 decembrie: Justin Keating, 79 ani, politician irlandez (n. 1930)